# Danis lona
Danis lona är en fjärilsart som beskrevs av Johannes Karl Max Röber 1927. Danis lona ingår i släktet Danis och familjen juvelvingar. Inga underarter finns listade i Catalogue of Life.